# Forfølgelsen
Pour plus de détails, voir Fiche technique et Distribution.
Forfølgelsen est un film norvégien réalisé par Anja Breien, sorti en 1981.
Il est présenté en sélection officielle à la Mostra de Venise 1981.

## Fiche technique
- Titre français : Forfølgelsen
- Réalisation : Anja Breien
- Scénario : Anja Breien
- Musique : Arne Nordheim
- Pays d'origine : Norvège
- Format : Couleurs - 35 mm - Mono
- Genre : drame
- Durée : 93 minutes
- Date de sortie :
  -  Italie : 1981 : (Mostra de Venise 1981)

## Distribution
- Lil Terselius : Eli Laupstad
- Bjørn Skagestad : Aslak Gimra
- Anita Björk : Ingeborg Eriksdotter Jaatun
- Erik Mørk : Henrik Ravn
- Ella Hval : Guri, la vieille femme
- Mona Jacobsen : Maren, le muet
- Espen Skjønberg : Kristoffer Klomber
- Eilif Armand : Rasmus Knag, le prêtre
- Lars Andreas Larssen : Glaser
- Cay Kristiansen : Bolle, le valet